# Potamium
Potamium là một chi rêu trong họ Sematophyllaceae.